# Großthiemig
Großthiemig är en kommun och ort i Landkreis Elbe-Elster i förbundslandet Brandenburg i Tyskland. Kommunen ingår i kommunalförbundet Amt Schradenland tillsammans med kommunerna Gröden, Hirschfeld och Merzdorf.